# Rangenstructuur van het nationaalsocialisme
De rangenstructuur van het nationaalsocialisme is vergelijkbaar met de rangen van de Wehrmacht. In deze tabel zijn ook opgenomen de paramilitaire organisaties en de jongerenorganisaties van nazi-Duitsland vanaf 1933 tot 1945. De nazi-organisatie gebruikte een hiërarchische structuur volgens het Führerprinzip (leidersbeginsel) en georiënteerd aan het rang systeem van de Wehrmacht.

## Rangenstructuur van het nationaalsocialisme in vergelijking met de Wehrmacht
| NAVO-rang | Wehrmacht                                                     | Wehrmacht                                 | Wehrmacht                                   | Schutzstaffel (SS)                                                                                                 | Schutzstaffel (SS)                                                                   | Sturmabteilung (SA)                             | NSKK                     | NSFK                     | RAD                                            | Hitlerjugend       | Hitlerjugend            | Hitlerjugend               | Hitlerjugend               | NSDAP                                                               |
| NAVO-rang | Heer, Luftwaffe                                               | Kriegsmarine                              | Heeresverwaltung (HV)                       | Waffen-SS | Allgemeine SS                                                                        | Sturmabteilung (SA)                             | NSKK                     | NSFK                     | RAD                                            | Hitlerjugend (HJ)  | Deutsches Jungvolk (DJ) | Bund Deutscher Mädel (BDM) | Jungmädel (JM)             | NSDAP                                                               |
|           | Führer Adolf Hitler                                           |                                           |                                             | |                                                                                      |                                                 |                          |                          |                                                |                    |                         |                            |                            |                                                                     |
|           | Reichsmarschall des Großdeutschen Reiches                     | Reichsmarschall des Großdeutschen Reiches | Reichsmarschall des Großdeutschen Reiches   | Oberste Führer der Schutzstaffel                                                                                   | Oberste Führer der Schutzstaffel                                                     | Oberste SA-Führer                               | –                        | –                        | –                                              | –                  | –                       | –                          | –                          | 18 Reichsleiter der NSDAP                                           |
| OF-10     | Generalfeldmarschall                                          | Großadmiral                               | –                                           | Reichsführer-SS | Reichsführer-SS                                                                      | Chef des Stabe der SA (Chef van de Staf der SA) | Korpsführer              | Korpsführer              | Reichsarbeitsführer                            | Reichsjugendführer | Reichsjugendführer      | Reichsjugendführer         | Reichsjugendführer         | Gauleiter                                                           |
| OF-9      | Generaloberst                                                 | Generaladmiral                            | –                                           | SS-Oberst-Gruppenführer und Generaloberst der Waffen-SS(SS-Kolonel-groepsleider en Kolonel-generaal der Waffen-SS) | SS-Oberst-Gruppenführer (SS-Kolonel-groepsleider)                                    | –                                               | –                        | Ehrenführer              | Generaloberstfeldmeister (geïntroduceerd 1945) | Stabsführer        | –                       | –                          | –                          | Haupt-Befehlsleiter                                                 |
| OF-8      | General (per wapenvak)                                        | Admiral                                   | Generalober- stabsintendant                 | SS-Obergruppenführer und General der Waffen-SS(SS-Oppergroepsleider en Generaal der Waffen-SS)                     | SS-Obergruppenführer (SS-Oppergroepsleider)                                          | SA-Obergruppenführer(SA-Oppergroepsleider)      | NSKK-Obergruppenführer   | NSFK-Obergruppenführer   | Generalfeldmeister (geïntroduceerd 1945)       | -                  | –                       | Obergauführerin            | Reichsreferentin           | Ober-Befehlsleiter                                                  |
| OF-7      | Generalleutnant                                               | Vizeadmiral                               | Generalstabsintendant / Ministerialdirektor | SS-Gruppenführer und Generalleutnant der Waffen-SS(SS-Groepsleider en Luitenant-generaal der Waffen-SS)            | SS-Gruppenführer (SS-Groepsleider)                                                   | SA-Gruppenführer(SA-Groepsleider)               | NSKK-Gruppenführer       | NSFK-Gruppenführer       | Obergeneralarbeitsführer                       | -                  | –                       | Gauführerin                | Gebietsmädelführerin       | Befehlsleiter                                                       |
| OF-6      | Generalmajor                                                  | Konteradmiral                             | Korpsintendant                              | SS-Brigadeführer und Generalmajor der Waffen-SS(SS-Brigadeleider en Generaal-majoor der Waffen-SS)                 | SS-Brigadeführer (SS-Brigadeleider)                                                  | SA-Brigadeführer(SA-Brigadeleider)              | NSKK-Brigadeführer       | NSFK-Brigadeführer       | Generalarbeitsführer                           | Obergebietsführer  | –                       | –                          | Hauptmädelführerin         | - Haupt-Dienstleiter - Ober-Dienstleiter - Dienstleiter             |
|           |                                                               |                                           |                                             | |                                                                                      |                                                 |                          |                          |                                                |                    |                         |                            |                            |                                                                     |
| OF-5      | Geen equivalent                                               | Kommodore                                 | –                                           | SS-Oberführer (SS-Opperleider)                                                                                     | SS-Oberführer (SS-Opperleider)                                                       | SA-Oberführer (SA-Opperleider)                  | NSKK-Oberführer          | NSFK-Oberführer          | –                                              | –                  | –                       | –                          | –                          | - Haupt-Bereichsleiter - Ober-Bereichsleiter - Bereichsleiter       |
| OF-5      | Oberst                                                        | Kapitän zur See                           | Obekriegsgerichtsrat                        | SS-Standartenführer (SS-Regimentsleider)                                                                           | SS-Standartenführer (SS-Regimentsleider)                                             | SA-Standartenführer (SA-Regimentsleider)        | NSKK-Standartenführer    | –                        | Oberstarbeitsführer                            | Gebietsführer      | –                       | Untergauführerin           | Bannmädelführerin          | - Haupt-Abschnitssleiter - Ober-Abschnitssleiter - Abschnittsleiter |
| OF-4      | Oberstleutnant                                                | Fregattenkapitän                          | Oberintendaturrat                           | SS-Obersturmbannführer (SS-Opperstormbanleider) (eenheid vergelijkbaar met bataljon)                               | SS-Obersturmbannführer (SS-Opperstormbanleider) (eenheid vergelijkbaar met bataljon) | SA-Obersturmbannführer (SA-Opperstormbanleider) | NSKK-Obersturmbannführer | NSFK-Obersturmbannführer | Oberarbeitsführer                              | Hauptbannführer    | Oberjungstammführer     | –                          | –                          | - Haupt-Gemeinschaftsleiter - Ober-Gemeinschaftsleiter              |
| OF-3      | Major                                                         | Korvettenkapitän                          | Remontenvorsteher                           | SS-Sturmbannführer (SS-Stormbanleider)                                                                             | SS-Sturmbannführer (SS-Stormbanleider)                                               | SA-Sturmbannführer (SA-Stormbanleider)          | NSKK-Sturmbannführer     | NSFK-Sturmbannführer     | Arbeitsführer                                  | Oberbannführer     | Jungstammführer         | Mädelringführerin          | Ringführerin               | Gemeinschaftsleiter                                                 |
| OF-2      | Hauptmann                                                     | Kapitänleutnant                           | Stabsapotheker                              | SS-Hauptsturmführer (SS-Hoofdstormleider)(eenheid vergelijkbaar met compagnie)                                     | SS-Hauptsturmführer (SS-Hoofdstormleider)(eenheid vergelijkbaar met compagnie)       | SA-Hauptsturmführer (SA-Hoofdstormleider)       | NSKK-Hauptsturmführer    | NSFK-Hauptsturmführer    | Oberstfeldmeister                              | Bannführer         | Hauptfähnleinführer     | –                          | Hauptgruppenführerin       | Haupt-Einsatzleiter                                                 |
| OF-1      | Oberleutnant                                                  | Oberleutnant Zur See                      | Heeresjustizinspektor                       | SS-Obersturmführer (SS-Opperstormleider)                                                                           | SS-Obersturmführer (SS-Opperstormleider)                                             | SA-Obersturmführer (SA-Opperstormleider)        | NSKK-Obersturmführer     | NSFK-Obersturmführer     | Oberfeldmeister                                | -                  | Oberfähnleinführer      | –                          | –                          | Ober-Einsatzleiter                                                  |
| OF-1      | Leutnant                                                      | Leutnant zur See                          | Waffenmeister                               | SS-Untersturmführer (SS-Onderstormleider)                                                                          | SS-Untersturmführer (SS-Onderstormleider)                                            | SA-Sturmführer (SA-Stormleider)                 | NSKK-Sturmführer         | NSFK-Sturmführer         | Feldmeister                                    | –                  | Fähnleinführer          | Mädelgruppenführerin       | Jungmädelgruppenführerin   | Einsatzleiter                                                       |
|           |                                                               |                                           |                                             | |                                                                                      |                                                 |                          |                          |                                                |                    |                         |                            |                            |                                                                     |
| OR-8      | - Stabsfeldwebel - Fahnenjunker-Stabsfeldwebel                | Stabsoberbootsmann                        | –                                           | SS-Sturmscharführer (SS-Stormschareleider)(eenheid vergelijkbaar met peloton)                                      | SS-Sturmscharführer (SS-Stormschareleider)(eenheid vergelijkbaar met peloton)        | SA-Haupttruppführer (SA-Hoofdtroepleider)       | NSKK-Haupttruppführer    | NSFK-Haupttruppführer    | Unterfeldmeister                               | –                  | –                       | –                          | –                          | Haupt-Bereitschaftsleiter                                           |
| OR-7      | Oberfeldwebel                                                 | Oberbootsmann                             | –                                           | SS-Hauptscharführer (SS-Hoofdschareleider)                                                                         | SS-Hauptscharführer (SS-Hoofdschareleider)                                           | SA-Obertruppführer (SA-Oppertroepleider)        | NSKK-Obertruppführer     | NSFK-Obertruppführer     | Obertruppführer                                | -                  | Oberjungzugführer       | –                          | –                          | Haupt-Bereitschaftsleiter                                           |
| OR-7      | Fahnenjunker-Oberfeldwebel                                    | Oberfähnrich zur See                      | –                                           | SS-Standartenoberjunker                                                                                            | –                                                                                    | –                                               | –                        | –                        | –                                              | –                  | –                       | –                          | –                          | Ober-Bereitschaftsleiter                                            |
| OR-6      | Feldwebel                                                     | - Stabsbootsmann - Bootsmann              | –                                           | SS-Oberscharführer (SS-Opperschareleider)                                                                          | SS-Oberscharführer (SS-Opperschareleider)                                            | SA-Truppführer (SA-Troepleider)                 | NSKK-Truppführer         | NSFK-Truppführer         | Truppführer                                    | –                  | Jungzugführer           | Mädelscharführerin         | Jungmädelscharführerin     | Bereitschaftsleiter                                                 |
| OR-6      | Fahnenjunker-Feldwebel                                        | Fähnrich zur See                          | –                                           | SS-Standartenjunker                                                                                                | –                                                                                    | SA-Truppführer (SA-Troepleider)                 | NSKK-Truppführer         | NSFK-Truppführer         | Truppführer                                    | –                  | Jungzugführer           | Mädelscharführerin         | Jungmädelscharführerin     | Bereitschaftsleiter                                                 |
| OR-5      | Unterfeldwebel                                                | Obermaat                                  | –                                           | SS-Scharführer (SS-Schareleider)                                                                                   | SS-Scharführer (SS-Schareleider)                                                     | SA-Oberscharführer (SA-Opperschareleider)       | NSKK-Oberscharführer     | NSFK-Oberscharführer     | –                                              | –                  | Oberjungenschaftsführer | –                          | –                          | Haupt-Abteilungsleiter                                              |
| OR-5      | Fahnenjunker-Unterfeldwebel                                   | –                                         | –                                           | SS-Oberjunker | –                                                                                    | –                                               | –                        | –                        | –                                              | –                  | –                       | –                          | –                          | Haupt-Abteilungsleiter                                              |
| OR-5      | Unteroffizier                                                 | Maat                                      | –                                           | SS-Unterscharführer (SS-Onderschareleider)                                                                         | SS-Unterscharführer (SS-Onderschareleider)                                           | SA-Scharführer (SA-Schareleider)                | NSKK-Scharführer         | NSFK-Scharführer         | Untertruppführer                               | –                  | Jungenschaftsführer     | Mädelschaftsführerin       | Jungmädelschafts- führerin | Ober-Abteilungsleiter                                               |
| OR-5      | Fahnenjunker-Unteroffizier                                    | Seekadett                                 | –                                           | SS-Junker | –                                                                                    | –                                               | –                        | –                        | –                                              | –                  | –                       | –                          | –                          | Arbeitsleiter                                                       |
|           |                                                               |                                           |                                             | |                                                                                      |                                                 |                          |                          |                                                |                    |                         |                            |                            |                                                                     |
| OR-4      | Stabsgefreiter                                                | Matrosen-oberstabsgefreiter               | –                                           | – | –                                                                                    | –                                               | –                        | –                        | –                                              | –                  | –                       | –                          | –                          | –                                                                   |
| OR-4      | Stabsgefreiter                                                | Matrosen- stabsgefreiter                  | –                                           | – | –                                                                                    | –                                               | –                        | –                        | –                                              | -                  | –                       | –                          | –                          | –                                                                   |
| OR-3      | Hauptgefreiter (alleen Luftwaffe)                             | Matrosen- hauptgefreiter                  | -                                           | – | –                                                                                    | –                                               | –                        |                          | Hauptvormann                                   | –                  | –                       | –                          | –                          | –                                                                   |
| OR-3      | Obergefreiter                                                 | Matrosen- obergefreiter                   | –                                           | SS-Rottenführer (SS-Sectieleider)                                                                                  | SS-Rottenführer (SS-Sectieleider)                                                    | SA-Rottenführer (SA-Sectieleider)               | NSKK-Rottenführer        | NSFK-Rottenführer        | Obervormann                                    | -                  | Oberhordenführer        | –                          | –                          | Oberhelfer                                                          |
| OR-2      | Gefreiter                                                     | Matrosengefreiter                         | –                                           | SS-Sturmmann (SS-Stormman)                                                                                         | SS-Sturmmann (SS-Stormman)                                                           | SA-Sturmmann (SA-Stormman)                      | NSKK-Sturmmann           | NSFK-Sturmmann           | Vormann                                        | -                  | Hordenführer            | –                          | –                          | Helfer                                                              |
| OR-1      | Obersoldat e.g. Oberschütze, Obergrenadier, Oberkanonier etc. | Matrose                                   | –                                           | SS-Obersoldat e.g. SS-Oberschütze, SS-Obergrenadier, SS-Oberkanonier, etc.                                         | –                                                                                    | –                                               | –                        | –                        | –                                              | –                  | –                       | –                          | –                          | NSDAP: - Anwärter (Parteigenosse Pg.) - Anwärter (nicht Pg.)        |
| OR-1      | Soldat e.g. Schütze, Grenadier, Kanonier, etc.                | Matrose                                   | –                                           | SS-Soldat e.g SS-Schütze, SS-Grenadier, SS-Kanonier, etc.                                                          | SS-Mann (SS-Man)                                                                     | SA-Mann (SA-Man)                                | NSKK-Mann                | -                        | Arbeitsmann                                    | Hitlerjunge        | Pimpf                   | BDM-Mädel                  | Jungmädel                  | NSDAP: - Anwärter (Parteigenosse Pg.) - Anwärter (nicht Pg.)        |
|           | Wehrmacht                                                     | Wehrmacht                                 | Wehrmacht                                   | SS | SS                                                                                   | SA                                              | SA                       | SA                       | RAD                                            | HJ                 | HJ                      | HJ                         | HJ                         | NSDAP                                                               |

Opmerking:

De tabel is niet compleet, dat wil zeggen dat niet alle nazi-organisaties en alle nazi-rangen hierin vertegenwoordigd zijn. De nieuwe stichting van vele organisaties en hun betrokkenheid bij de nationaalsocialistische systeem, zoals: Deutsche Arbeitsfront, Nationalsozialistische Volkswohlfahrt, NS-Frauenschaft, Nationalsozialistischer Deutscher Studentenbund, Nationalsozialistischer Deutscher Dozentenbund, Reichsluftschutzbund) waar ook vele organisatiestructuren werden gecreëerd volgens het Führerprinzip (leidersbeginsel).